# Bahadur Shah I.

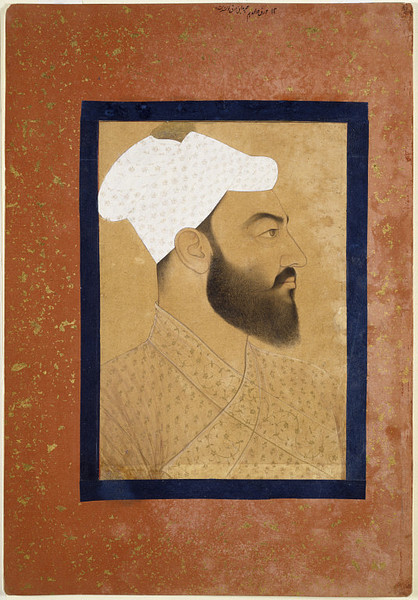
Bahadur Shah I.

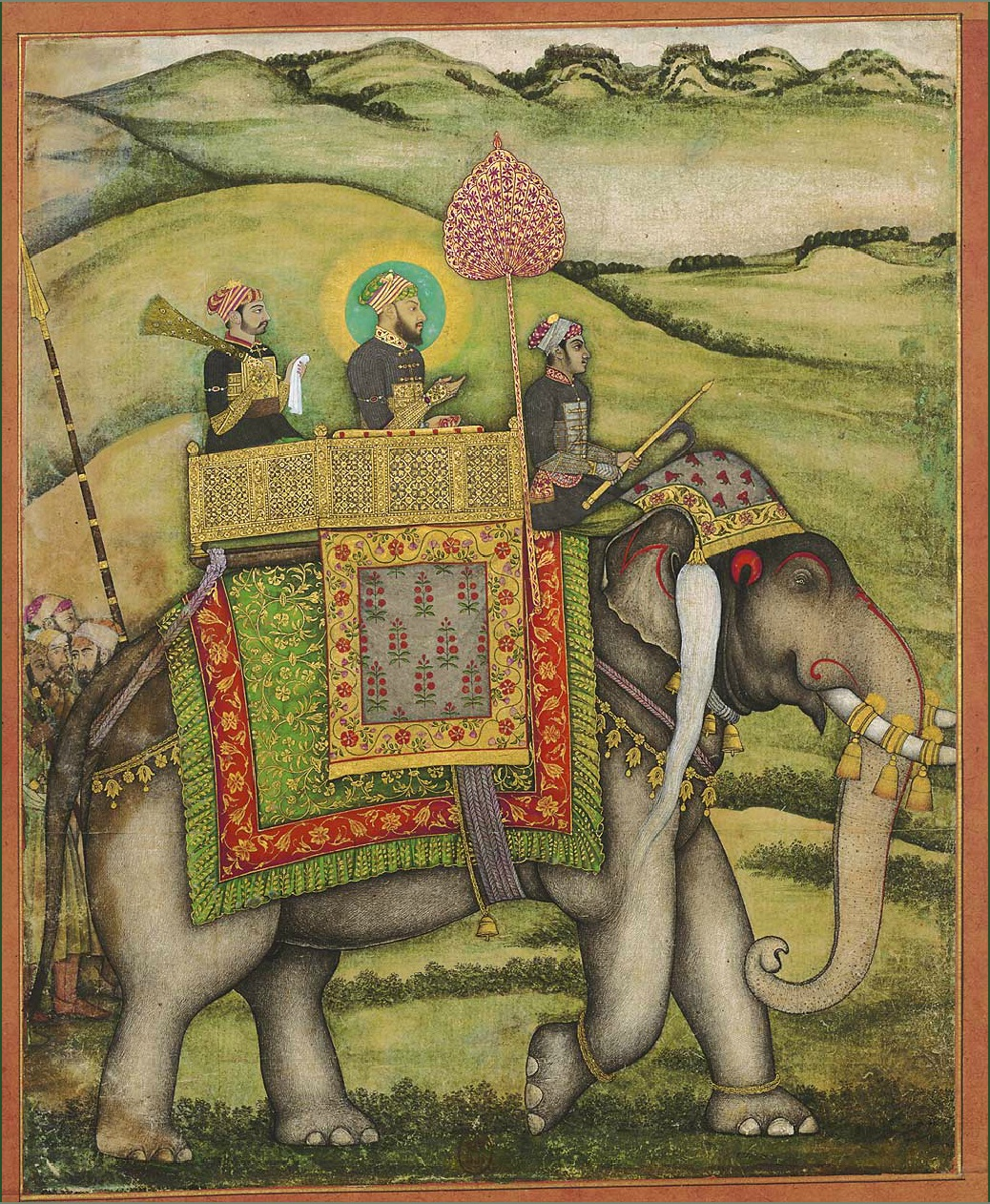
Bahadur Shah in einer Howdah auf einem Elefanten

Muazzam Bahadur Shah (eigentlich Qutb ud-Din Muhammad Mu’azzam; * 14. Oktober 1643 in Burhanpur; † 27. Februar 1712 bei Lahore), auch Shah Alam I. genannt, war der älteste Sohn Aurangzebs und in den Jahren von 1707 bis 1712 7. Großmogul von Indien.

## Leben
Shah Alam stammte – anders als sein jüngerer Stiefbruder Muhammad Azam Shah – nicht von Aurangzebs erster Ehefrau, der persischen Prinzessin Dilras Banu Begum (mit dem Ehrennahmen „Rabia-yi Daurana“, d. h. „die Heilige Rābiʿa der Epoche“) ab, sondern von Nawab Bai, einer Hindu-Prinzessin. Schon durch die unterschiedliche Abstammung waren spätere Konflikte vorgezeichnet.
Von Aurangzeb wurde er zum Gouverneur (subahdar) der Nordwestprovinzen des riesigen Mogul-Reiches ernannt. Im Punjab pflegte er einen fast freundschaftlichen Kontakt zu Guru Gobind Singh, dem 10. und letzten geistigen Führer der Sikhs, der ihn während der Thronkämpfe des Jahres 1707 militärisch unterstützte.
Anders als sein Vater galt Shah Alam I. als in religiösen Dingen liberal und so sind zeit seines Lebens keine Zerstörungen von Tempeln in seinem jeweiligen Herrschaftsgebiet bekannt geworden. Andererseits war er zu mittelmäßig und willenlos, um seinem Vater zu dessen Lebzeiten in die Quere zu kommen.
Im Todesjahr Aurangzebs (1707) übernahm zunächst sein jüngerer Stiefbruder Muhammad Azam Shah die Macht, doch wurde dieser bereits im Juni desselben Jahres bei Agra militärisch besiegt und getötet. Mit 63 Jahren bestieg Alam Shah als Bahadur Shah I. den Mogul-Thron. Auf vielen Reisen erkundete er sein Land; er regierte jedoch nicht mehr lange genug, um den Staat erneut zu festigen und versuchte ohne größeren Erfolg sich mit den Rajputen-Fürsten und den Marathen zu arrangieren. Nach seinem Tod im Jahre 1712 bei Lahore wurde sein Leichnam nach Delhi überführt, wo er in der Nähe von Shah Alam II. (reg. 1759–1806) und dessen Sohn Akbar Shah II. (reg. 1806–1837) in der „Perlmoschee“ im Stadtteil Mehrauli beigesetzt ist.

## Nachfolge
Unter seinem Sohn Jahandar Shah und dessen Nachfolgern setzte mit Morden, Rebellionen und den dazugehörigen höfischen Vergnügungen die endgültige Auflösung des Mogulreiches ein, welches zunächst in Teilen von den Marathen und den Scindias, dann allmählich von den Briten übernommen wurde.